# Andrzej Fic
Andrzej Fic (ur. 1957) – działacz opozycyjny, w latach 1978–1982 pracował w Zakładach Urządzeń Chłodniczych i Klimatyzacyjnych Klimor w Gdyni.

## Życiorys
W sierpniu 1980 współorganizował strajk w zakładzie. Do „Solidarności” wstąpił we wrześniu 1980, był członkiem Komitetu Założycielskiego. W lutym 1982 uruchomił obsługiwaną jednoosobowo drukarnię wałkową w podziemnym wydawnictwie Ząb. Wydawał i kolportował „Biuletyn Informacyjny »Ząb«. Od czerwca 1982 drukował pismo „Nasz Czas”. W 1984, dzięki wsparciu finansowemu struktur podziemnych, organizował drukarnię w specjalnie wykupionym na ten cel lokum (od marca 1985 funkcjonowała ona jako Oficyna Wydawnicza „Kształt”). W latach 1985–1989 drukował książki, ulotki i prasę podziemną, m.in. pisma Regionalnej Komisji Koordynacyjnej NSZZ „Solidarność”, publikacje Solidarności Walczącej i Niezależnego Zrzeszenia Studentów. Do końca 2017 był właścicielem Zakładu Poligraficznego "Archeus".